# Begrenzte Rationalität
Begrenzte Rationalität (englisch bounded rationality), auch eingeschränkte Rationalität genannt, bezeichnet eine aus der Verhaltensökonomik und der Psychologie stammende Weiterentwicklung des Modells der vollständigen bzw. uneingeschränkten Rationalität.
Rationalität wird in den Wirtschaftswissenschaften häufig als Grundannahme verwendet, um sowohl das Denken, Verhalten und Handeln von Wirtschaftssubjekten zu erklären, als auch die Formalisierung von vereinfachenden Modellen und Theorien zu ermöglichen. Vollständige bzw. uneingeschränkte Rationalität erfordert unbegrenzte kognitive Fähigkeiten, womit alle mathematischen Probleme und Informationen in einem Bruchteil einer Sekunde und ohne Kosten verarbeitet werden können. In einem Entscheidungsproblem ist Verhalten dann rational, wenn eine Handlungsalternative gewählt wird, die den größten Nutzen für das entscheidende Individuum erbringt.
Begrenzt rationales Verhalten beschreibt auf der einen Seite eine Absicht der Nutzenmaximierung eines handelnden Individuums unter bestimmten Einschränkungen. Diese bestehen aus begrenzten kognitiven Fähigkeiten und Rückgriff auf Heuristiken. Auf der anderen Seite ist Verhalten auch dann eingeschränkt rational, wenn ein Individuum abwägen muss, wann die Kosten zusätzlicher Informationsbeschaffung in einer Entscheidungssituation den Nutzen dieser hinzugewonnenen Information übersteigen und es somit eine Entscheidung unter Ungewissheit treffen muss. Das Individuum sucht dann so lange nach Handlungsalternativen, bis eine davon ein gewünschtes Nutzenniveau erreicht (Satisficing) unabhängig davon, ob es noch weitere Handlungsalternativen gäbe, die einen höheren Nutzen erzielen würden.
Abzugrenzen ist begrenzte Rationalität von dem Begriff der Irrationalität. Irrationalität bezeichnet einen bewussten Verstoß gegen die Vernunft. Im ökonomischen Kontext kann irrationales Verhalten beispielsweise bedeuten, dass man eine nutzenstiftende Handlung B einer anderen Handlung A vorzieht, obwohl A mehr Nutzen erbringen würde, also A > B gelten würde.

## Geschichte und Entstehung
Eingeschränkte Rationalität ist ein durch den US-amerikanischen Sozialwissenschaftler Herbert A. Simon 1955/56 als bounded rationality eingeführter Begriff für einen bestimmten Modus der Entscheidungsfindung (Entscheidungstheorie).
Für ihre Forschungen dazu, welche Formen eingeschränkter Rationalität unter welchen Bedingungen zu erwarten sind, haben Daniel Kahneman und Vernon L. Smith im Jahre 2002 den Alfred-Nobel-Gedächtnispreis für Wirtschaftswissenschaften erhalten (ihr langjähriger Kollege Amos Tversky war zum Zeitpunkt der Verleihung verstorben und wurde daher nicht ebenso geehrt).
Herbert Simon beschrieb 1959, dass die Theorie des vollständig rationalen Verhaltens im Bezug auf die Realität häufig an ihre Grenzen stößt. Um menschliches Verhalten in einer sich ständig ändernden Umgebung vorauszusagen, müsse man nicht nur wissen, was die Ziele eines Individuums sind (Nutzenmaximierung), sondern auch, wie das Individuum sein Verhalten an die dynamische Umgebung anpasst. Verschiedene Experimente zeigten, dass sich Individuen in einfachen Situationen zwar rational verhalten, dies jedoch mit zunehmender Komplexität der Entscheidungssituation nicht mehr tun. Er führte diese Ergebnisse auf begrenzte kognitive Fähigkeiten und Rückgriff auf Heuristiken zurück.
Im Bezug auf Unternehmen erkannte Simon, dass diese nicht immer versuchen würden, ihren Gewinn zu maximieren, so wie es rationales Verhalten jedoch unterstellen würde. Es sei nicht klar, ob die Gewinnmaximierung eher lang- oder kurzfristig ausgelegt sei. Ebenso könnten Unternehmen beispielsweise auch versuchen, nicht-monetäre Gewinne wie z. B. Prestige zu erzielen. Außerdem, so Simon, könnte es sein, dass Unternehmen nur einen Gewinn erzielen wollen, der zufriedenstellend (Satisficing), gleichzeitig aber nicht der höchstmögliche ist. In einer Studie zeigte sich, dass Unternehmen mit fallenden Marktanteilen ein höheres Interesse an wachsenden Umsatzzahlen zeigten als Unternehmen, deren Marktanteil konstant oder sogar gestiegen war. Eine Möglichkeit, den Absatz eines Produktes zu erhöhen, ist die Senkung seines Preises, was einen niedrigeren Gewinn pro verkauftem Stück zur Folge hätte.

## Ursachen

### Kognitive Beschränkungen und Heuristiken
Aufgrund von kognitiven Beschränkungen, die das Lösen von mathematischen Problemen sowie schnelle Informationsverarbeitung und -aufnahme erschweren, greifen Menschen auf sogenannte (Urteils-)Heuristiken zurück. Heuristiken sind einfache Problemlösungsmechanismen oder auch mentale Abkürzungen, die häufig auf einfachen Regeln basieren. Im Prinzip sind Heuristiken sogar ökonomisch vorteilhaft, sofern sie zu rationalen Entscheidungen führen, da sie weniger Zeit und mentale Anstrengung kosten. Allerdings können diese Heuristiken auch zu Verzerrungen des Urteils in einer Entscheidungssituation führen und somit auch zu Fehlentscheidungen und -einschätzungen. Somit ist eine Handlung, die nicht nutzenmaximierend ist und mittels einer Heuristik gewählt wurde, beschränkt rational, da bei der Wahl entweder nicht jede verfügbare Information beachtet (mentale Abkürzung) oder nicht beschafft wurde. In beiden Fällen liegt unvollständige Information vor und man spricht in diesem Fall von einer Entscheidung unter Unsicherheit oder Risiko.

#### Heuristiken

##### Wiedererkennungsheuristik (Recognition Heuristic)
Die Rekognitions- oder Wiedererkennungsheuristik ist ein Modell der Urteils- und Entscheidungsfindung bei Mangel an Informationen. Sie besagt, dass, wenn ein Objekt bekannt ist und ein anderes nicht und wenn die Bekanntheit mit dem gesuchten Kriterium positiv korreliert, das bekannte Objekt einen höheren Wert hinsichtlich des Kriteriums aufweist.
Beispiel: Welche Stadt ist größer: Berlin oder Bitterfeld?
In der Regel kennt man Berlin und nicht die andere Stadt. Die Bekanntheit der Stadt ist mit ihrer Größe positiv korreliert, sodass man die Wiedererkennungsheuristik anwenden kann.
Oft sind wahre Werte des Kriteriums nicht zugänglich, sodass man sich auf einen Mediator verlassen muss. Bei der Höhe der Forschungsgelder einer Universität wäre die Anzahl der Publikationen pro Jahr ein Mediator. Ein Mediator muss mit dem Kriterium positiv korrelieren, damit er Schlüsse auf den Wert des Kriteriums zulässt. Außerdem muss der Mediator mit der Wiedererkennung korrelieren.
Dieses Modell der ökologischen Rationalität wird im unten aufgeführten Artikel von Goldstein und Gigerenzer genauer beschrieben.

##### Verfügbarkeitsheuristik
Die Verfügbarkeitsheuristik sagt aus, dass die Schätzung der Wahrscheinlichkeit eines Ereignisses von Repräsentanten des entsprechenden Ereignisses abhängen, an die sich der Schätzer erinnern kann. Wie leicht man sich an solche Repräsentanten erinnern kann, wird durch folgende Faktoren determiniert:
- Öffentliche Sichtbarkeit: Je häufiger ein Ereignis in der Öffentlichkeit steht, desto eher kann man sich daran erinnern.
- Kontext der Information: Je häufiger man mit dem Ereignis in Berührung kommt (beispielsweise durch den Beruf), desto einfacher lassen sich Repräsentanten mental abrufen.
- Zeitlicher Horizont: Je näher ein Ereignis in der Vergangenheit liegt, desto eher kann man sich daran erinnern.

- Persönliche Erfahrungen: War man selbst Teil eines zu schätzenden Ereignisses, schätzt man die Wahrscheinlichkeit dafür höher ein.

Beispiel: Hochwasserversicherung
Das Abschließen einer Hochwasserversicherung erscheint nach einem Hochwasserschaden sehr attraktiv, da das Ereignis nicht weit in der Vergangenheit zurück liegt. Die mentale Verfügbarkeit von Hochwasser ist nach einem solchen Ereignis sehr hoch. Je länger das Hochwasser zeitlich zurückliegt, desto kleiner wird der Wunsch, eine solche Versicherung abzuschließen.
Greift man unbewusst beim Einschätzen der Wahrscheinlichkeit eines Ereignisses auf die Verfügbarkeitsheuristik zurück, wird häufig die Suche nach Information außer Acht gelassen. Man verlässt sich auf sein Erinnerungsvermögen, das durch die oben genannten Faktoren beeinflusst wird. Es handelt sich dann um begrenzt rationales Verhalten, da Informationen, die zum Einschätzen der Wahrscheinlichkeit für ein Ereignis nötig und verfügbar sind, nicht beachtet werden.

#### Satisficing
In der klassischen ökonomischen Theorie ist das Ziel einer jeden Handlung die Maximierung des Nutzens, der aus ihr entsteht. Die Psychologie hingegen sagt aus, dass die Motivation zu Handeln aus einem Drang (englisch drive) heraus entsteht. Findet ein Individuum eine Handlung, die diesen Drang befriedigt, wird das Suchen nach weiteren Handlungsalternativen beendet. In einer Entscheidungssituation sind häufig nicht alle Handlungsalternativen und ihre Konsequenzen gegeben, sondern müssen zunächst mit Hilfe von Informationen ausgearbeitet und berechnet werden.

## Eingeschränkte Rationalität in der Wettbewerbspolitik
Eine Wettbewerbsbehörde wird in jedem Wettbewerbsverfahren (also einem Verfahren, in dem bestimmt wird, ob ein Markt beispielsweise reguliert wird oder nicht) mit der Frage konfrontiert, wie viel Information notwendig ist, um eine möglichst effiziente und marktkorrigierende Entscheidung zu treffen. Dabei fallen Informationsbeschaffungs- und -verarbeitungskosten an (Transaktionskosten). Wettbewerbspolitik soll effizient gestaltet werden, d. h. erwartete Wohlfahrtsverluste einer Regel und Transaktionskosten des Verfahrens sollen minimiert werden. Ein per-se-Verbot (also ein einfaches Verbot einer bestimmten Handlung) würde demnach effizient sein, da es mit geringeren Transaktionskosten verbunden ist als eine Einzelfallbetrachtung. Jedoch wären per-se-Verbote in einigen Fällen ineffizient, wie zum Beispiel bei einem Bündelproduktangebot eines marktbeherrschenden Unternehmens. Eine schrittweise Ermittlungspraxis bietet sich in Wettbewerbsverfahren an, bei der beispielsweise zunächst einfach zu beschaffende Informationen, wie Marktanteile, betrachtet werden. Ist noch kein sicheres und effizientes Urteil möglich, werden in den weiteren Schritten Informationen, deren Beschaffungs- und Verarbeitungskosten höher sind, für den Entscheidungsprozess herangezogen. In so einem Fall würde begrenzte Rationalität vorliegen, da aufgrund von Informationskosten nicht jede Information beschafft und berücksichtigt wird, dennoch aber eine möglichst rationale Handlung (das Aufstellen einer optimalen Regel) vollzogen werden soll.